# نشيد الأمل (فلم)
نشيد الأمل فيلم مصري من بطولة أم كلثوم. مدته 125 دقيقة. تاريخ العرض: 11 يناير 1937.
هذا الفيلم هو أول فيلم يخرجه أحمد بدرخان

## قصة الفيلم
يقوم إسماعيل بتطليق زوجته آمال، تاركًا إياها وحيدة لتقاسي مصاعب الحياة مع ابنتها سلوى، ويسوق لها القدر الطبيب عاصم الذي يقوم بعلاج ابنتها، ويكتشف موهبة آمال المتميزة في الغناء، فيساعدها على أن تجد لنفسها عملًا مستغلة فيه موهبتها، ولكن طليقها ما زال يلاحقها.

## أغاني الفيلم
| الأغنية            | الملحن        | المؤلف    |
| ------------------ | ------------- | --------- |
| منيت شبابي         | محمد القصبجي  | أحمد رامي |
| نامي نامي          | محمد القصبجي  | أحمد رامي |
| يا بهجة العيد      | محمد القصبجي  | أحمد رامي |
| يا للي صنعت الجميل | محمد القصبجي  | أحمد رامي |
| يا مجد يا اشتهيتك  | محمد القصبجي  | أحمد رامي |
| افرح يا قلبي       | رياض السنباطي | أحمد رامي |
| قضيت حياتي         | رياض السنباطي | أحمد رامي |
| نشيد الجامعة       | رياض السنباطي | أحمد رامي |
| يا شباب النيل      | رياض السنباطي | أحمد رامي |

## روابط خارجية
- مقالات تستعمل روابط فنية بلا صلة مع ويكي بيانات